# Eleanor Cross (Hardingstone)
Eleanor cross es una Eleanor cross, una cruz de piedra erigida para conmemorar el lugar dónde reposo el féretro  de Eleanor de Castilla en Hardingstone, Northampton Está situada cerca de la abadía de Delapré , al lado de la A508saliendo de Northampton y justo al norte del cruce con la A45. 

## Historia
El féretro de Eleanor de Castilla pasó la noche del 8 de diciembre de 1290, y quizás también la del 7 de diciembre, en Hardingstone, en las afueras de Northampton, mientras el rey se quedó cerca en el castillo de Northamptonen. En el lugar donde reposo su ataúd fue erigida esta cruz entre 1291 y 1292 por John of Battle, a un costo total registrado de más de £ 100.  Guillermo de Irlanda y Ralph de Chichester esculpieron las estatuas.  Robert, hijo de Henry, construyó una calzada que conducía desde la ciudad hasta la cruz.
Fue restaurado en 1713, con motivo de la Paz de Utrecht y el final de la guerra de sucesión española, y esta obra incluyó la colocación de un nuevo terminal en forma de cruz de Malta. Se llevaron a cabo más reparaciones en 1762. En una restauración posterior en 1840, bajo la dirección de Edward Blore , la cruz de Malta fue reemplazada por el pintoresco eje roto que se ve hoy.  Más tarde, se llevaron a cabo restauraciones menos intrusivas en 1877 y 1986.  Se completaron más trabajos de restauración en 2019.

## Descripción
Tiene forma octogonal y está asentado sobre escalones; los pasos actuales son reemplazos. Está construido en tres niveles y originalmente tenía un terminal de coronación, presumiblemente una cruz.  La terminal parece haber desaparecido en 1460: se menciona una "cruz sin cabeza" en el sitio desde el que Thomas Bourchier , arzobispo de Canterbury, observó la huida de Margarita de Anjou después de la batalla de Northampton.
El nivel inferior del monumento presenta libros abiertos, que probablemente incluían inscripciones pintadas de la biografía de Eleanor y de oraciones por su alma para ser dichas por los espectadores, ahora perdidas.
John Leland , a principios de la década de 1540, lo registró como "una buena cruz derecha, llamada, según recuerdo, la Quenes Crosse", aunque parece haberla asociado con la Batalla de Northampton de 1460.  Daniel Defoe también se refierió a él en su Tour thro' the Whole Island of Great Britain , al informar sobre el Gran Incendio de Northampton en 1675: "... un ciudadano que se encontraba en Queen's Cross sobre una colina en el lado sur de la ciudad, a unas dos millas (3,2 km) de distancia, vio el fuego en un extremo de la ciudad que entonces recién había comenzado, y que antes de que pudiera llegar a la ciudad estaba ardiendo en el extremo más remoto, enfrente de donde lo vio por primera vez. "
Celia Fiennes en 1697 lo describió como "una cruz, a una milla de la ciudad llamada High-Cross; se encuentra justo en el centro de Inglaterra; sus 12 escalones de piedra la rodean, encima de eso está la piedra tallada. Finamente y hay 4 Nichos grandes por el medio, en cada uno está la estatua de alguna reina a lo largo que la rodea con otras tallas como guarnición, y así se eleva cada vez menos a la cima como una torre o Pirámide". Un grabado de la cruz de Hardingstone (dibujado por Jacob Schnebbelie y grabado por James Basire ) fue publicado por la Sociedad de Anticuarios en su serie Vetusta Monumenta en 1791.